# Edgar Bauer
Edgar Bauer (7 de octubre de 1820 - 18 de agosto de 1886) fue un filósofo político alemán y miembro de los Jóvenes Hegelianos. Era el hermano menor de Bruno Bauer. Según Lawrence S. Stepelevich, Edgar Bauer fue el más anarquista de los jóvenes hegelianos y "... es posible discernir, en los primeros escritos de Edgar Bauer, la justificación teórica del terrorismo político". Anarquistas alemanes como Max Nettlau y Gustav Landauer atribuyeron a Edgar Bauer la fundación de la tradición anarquista en Alemania. A mediados de la década de 1840, la crítica de Marx y Engels a los hermanos Bauer marcó el comienzo de su colaboración y una etapa importante en el desarrollo del pensamiento marxista. Edgar Bauer participó en la Revolución de 1848. Posteriormente se hizo conservador.

No hay propiedad privada, no hay privilegio, no hay diferencia de estatus, no hay régimen usurpatorio'. Así dice nuestro pronunciamiento; es negativo, pero la historia escribirá su afirmación
Edgar Bauer

## Jóvenes hegelianos y política radical
Edgar Bauer nació en Charlottenburg. Estudió jurisprudencia y filosofía en la Universidad de Berlín, donde se convirtió en miembro del círculo de jóvenes hegelianos en torno a su hermano Bruno Bauer. Otros miembros de su círculo fueron Arnold Ruge, Karl Marx, Max Stirner, Friedrich Engels, Georg Herwegh, Karl Grün, Moses Hess y Mikhail Bakunin. Estaba especialmente cerca de Engels en ese momento. Edgar Bauer pronto se convirtió en un colaborador regular de una variedad de publicaciones filosóficas y políticas, distinguiéndose por una ideología revolucionaria particularmente entusiasta. No siguió el "giro materialista" en la filosofía del joven hegeliano inaugurado por Ludwig Feuerbach (como lo hicieron Marx, Engels, Grün y otros), sino que se mantuvo fiel a la "filosofía de la acción" idealista neofichteana propagada por su hermano Bruno. Al igual que Bruno, Edgar era un ateísta acérrimo y consideraba la emancipación de la religión una condición previa necesaria para la emancipación social. A diferencia de Bruno, que era escéptico del socialismo, Edgar se consideraba socialista y generalmente se lo asociaba con los 'verdaderos socialistas' alrededor de Hess y Grün. Cuando Bruno Bauer fue despedido de su cargo académico por su ateísmo, quedó claro para Edgar que, dada la reputación de su hermano y su propia trayectoria creciente como publicista radical, una carrera académica estaba cerrada para él. En 1842 abandonó sus estudios y se convirtió en escritor y periodista independiente. Contribuyó al liberal Rheinische Zeitung, entre otras publicaciones.
Prisión, revolución y exilio
En 1843 publicó un libro titulado El conflicto de la crítica con la Iglesia y el Estado. Esto hizo que lo acusaran de sedición. Fue encarcelado durante cuatro años en la fortaleza de Magdeburg. Mientras estaba en prisión, sus antiguos socios Marx y Engels publicaron una crítica mordaz de él y su hermano Bruno, titulada La Sagrada Familia (1844). Reanudaron el ataque en La ideología alemana (1846), que no se publicó en ese momento. A pesar de esto, Edgar Bauer parece haber mantenido una relación amistosa con Marx y Engels. Liberado en vísperas de la Revolución de 1848, Edgar Bauer participó en los combates revolucionarios en Berlín y Hamburgo. Después de la derrota de los revolucionarios pasó a la clandestinidad y luego vivió bajo un nombre ficticio en Altona durante varios años, trabajando como periodista. Durante la guerra germano-danesa por Schleswig-Holstein (1848-1851), apoyó al bando danés.
En 1851, frente a un arresto inminente, escapó a Dinamarca y de allí a Londres, Inglaterra, donde vivió en el exilio durante varios años. Durante este tiempo, conoció a menudo a Karl Marx, que vivía en Londres, pero la relación no era de respeto mutuo. Durante una discusión con Marx, Bauer incluso "perdió los estribos y golpeó a Marx en la cara".

## Amnistía y conservadurismo
En 1861, una amnistía permitió a Bauer regresar a Alemania. Ahora completamente conservador, había renunciado al anarquismo, el socialismo, la democracia, el ateísmo y la filosofía crítica. Se instaló en Hannover, se convirtió en funcionario prusiano y en 1870 fundó el periódico conservador Kirchliche Blätter. Murió en Hannover el 18 de agosto de 1886.